# Maringá Futebol Clube (anos 1990)
O Maringá Futebol Clube foi uma agremiação fundada em 10 de maio de 1995 na cidade de Maringá. A equipe possuía sua sede na Rua Joubert de Carvalho 373, no centro da cidade e mandava seus jogos no Estádio Regional Willie Davids com capacidade para 21.600 pessoas. Não se deve confundir este Maringá com o atual Maringá Futebol Clube, clube fundado em 2010. 

## História
O tricolor maringaense nasceu forte. O clube foi incentivado pelo então prefeito Said Ferreira. Na cerimônia de abertura e lançamento do clube, participou o ex-jogador veterano Zico.[carece de fontes?] No mesmo ano de fundação, o Lobo[carece de fontes?] (mascote da equipe), disputa a Segunda Divisão e sagra-se campeã.
Nos anos de 1996, 1997 e 1998 disputa a Primeira Divisão. Em 1997 também disputa a Série C do Campeonato Brasileiro de Futebol. Na elite paranaense de 1998 faz péssima campanha e acaba rebaixada a 2ª divisão de 1999, contudo a equipe se licencia e não volta mais aos gramados paranaenses. À época, chegou a ser cogitada uma fusão entre o Maringá F.C. e o Grêmio Maringá, entretanto o projeto não foi adiante.

## Títulos

### Estaduais
- Campeonato Paranaense - Segunda Divisão: 1 (1995)

## Histórico em Competições Oficiais
- Campeonato Paranaense de Futebol de 1995 - Segunda Divisão: 1º colocado (campeão)
- Campeonato Paranaense de Futebol de 1996: 6º colocado
- Campeonato Paranaense de Futebol de 1997: 7º colocado
- Brasileirão - Série C de 1997: 49º colocado
- Campeonato Paranaense de Futebol de 1998: 12º colocado (rebaixado)